# Классический «Доктор Кто» (11-й сезон)
Премьера одиннадцатого сезона классических серий британского научно-фантастического сериала «Доктор Кто» состоялась 15 декабря 1973 года, с выходом на экраны первого эпизода серии «Воин времени». Сезон завершился 8 июня 1974 года показом последнего эпизода серии «Планета пауков».

## Актёрский состав

### Основной
- Джон Пертви в роли Третьего Доктора
- Элизабет Слейден в роли его спутницы, Сары Джейн Смит.

Этот сезон стал последним для Джона Пертви в роли Третьего Доктора, и первым для его новой спутницы Сары Джейн Смит в исполнении Элизабет Слейден. Её первое появление состоялось в серии «Воин времени».

### Второстепенный
- Николас Кортни в роли бригадира Летбридж-Стюарта
- Джон Левен в роли сержанта Бентона
- Ричард Франклин в роли капитана Майка Йетса

Николас Кортни и Джон Левин продолжили играть роли Бригадира Летбриджа-Стюарта и Сержанта Бентона соответственно. Ричард Франклин исполнил роль капитана Йетса в «Планета пауков».

### Приглашённый
Алан Беннион вернулся в серии «Монстр Пеладона» в роли одного из Ледяных воинов. Он сыграл Лорда Азаксира. Это третья и последняя роль актёра в сериале.

## Серии
| Номер | Название                                           | Частей (эпизодов) | Режиссёр      | Сценарист                 | Зрителей (миллионов)     | Индекс оценки (из 100) | Дата выхода в эфир | Код |
| --- | -------------------------------------------------- | ----------------- | ------------- | ------------------------- | ------------------------ | ---------------------- | --- | --- |
| 70 | «Воин времени» «The Time Warrior»                  | 4 эпизода         | Алан Бромли   | Роберт Холмс              | 8.7 7.0 6.6 10.6         | 59 — 60                | 15 декабря 1973 года 22 декабря 1973 года 29 декабря 1973 года 5 января 1974 года                                        | UUU |
| С исследовательской станции начинают без следа исчезать сотрудники. Доктор подозревает, что их что-то перемещает назад во времени. Увидев во время одного из исчезновений тень сонтаранского воина, он понимает, что его предположения верны.                                                      |                                                    |                   |               |                           |                          |                        | |     |
| 71 | «Вторжение динозавров» «Invasion of the Dinosaurs» | 6 эпизодов        | Пэдди Расселл | Малкольм Хьюлк            | 11.0 10.1 11.0 9.0 7.5   | 62 — 63 — 62           | 12 января 1974 года 19 января 1974 года 26 января 1974 года 2 февраля 1974 года 9 февраля 1974 года 16 февраля 1974 года | WWW |
| Вернувшись назад в Лондон, Доктор и Сара находят его полностью опустошенным: в городе орудуют мародеры, а по улицам разъезжают военные. Неожиданно их самих принимают за мародёров, но во время перевозки в тюрьму на машину нападает реальная угроза - динозавры.                                 |                                                    |                   |               |                           |                          |                        | |     |
| 72 | «Смерть далекам» «Death to the Daleks»             | 4 эпизода         | Майкл Брайант | Терри Нэйшн               | 8.1 9.5 10.5 9.5         | 61 — 61 62             | 23 февраля 1974 года 2 марта 1974 года 9 марта 1974 года 16 марта 1974 года                                              | XXX |
| Неизвестная смертоносная эпидемия, лекарство от которой можно найти только на враждебной планете Эксилон, настигла людей и далеков. Доктор и Сара попадают на Эксилон из-за неисправностей в работе ТАРДИС, и встречают на этой планете две независимые друг от друга экспедиции: людей и далеков. |                                                    |                   |               |                           |                          |                        | |     |
| 73 | «Монстр Пеладона» «The Monster of Peladon»         | 6 эпизодов        | Ленни Майн    | Брайан Хайлес             | 9.2 6.8 7.4 7.2 7.5 8.1  | —                      | 23 марта 1974 года 30 марта 1974 года 6 апреля 1974 года 13 апреля 1974 года 20 апреля 1974 года 27 апреля 1974 года     | YYY |
| Доктор и Сара Джейн отправляются на Пеладон. Всё бы ничего, но Доктор ошибается в координатах и попадает на 50 лет вперёд после своего первого визита на эту планету. Новое время - время, когда планету терроризирует Агаддор.                                                                    |                                                    |                   |               |                           |                          |                        | |     |
| 74 | «Планета пауков» «Planet of the Spiders»           | 6 эпизодов        | Барри Леттс   | Роберт Сломан Барри Леттс | 10.1 8.9 8.8 8.2 9.2 8.9 | 58 60 57 — 56          | 4 мая 1974 года 11 мая 1974 года 18 мая 1974 года 25 мая 1974 года 1 июня 1974 года 8 июня 1974 года                     | ZZZ |
| Майкл Йетс сообщает Саре Джейн о странном обществе буддистов в сельской части Англии. Вскоре выясняется, что некая внеземная сила пытается забрать у Доктора кристалл, который он позаимствовал с планеты Метебелис III.                                                                           |                                                    |                   |               |                           |                          |                        | |     |

## Показ
В первом эпизоде серии «Воин времени» появился ставший культовым ромбовидный логотип сериала, который сохранился до конца сезона, а также на протяжении шести из семи сезонов с участием Четвёртого Доктора. В последний раз в таком виде логотип сериала был показан в заключительном эпизоде серии 17 сезона «Рога Нимона» (а также во всех эпизодах «Шады», но серия так и не вышла на экраны).
11 сезон классического «Доктора Кто» был показан на канале BBC One с 15 декабря 1973 года по 8 июня 1974 года.

## DVD-релизы
Все серии 11 сезона, как и серии большинства предыдущих сезонов, выходили на DVD независимо друг от друга — либо отдельными изданиями либо в рамках тематических сборников.
| Серия | Количество и продолжительность эпизодов | Регион 2        | Регион 4       | Регион 1       |
| --- | --------------------------------------- | --------------- | -------------- | -------------- |
| Воин времени В Регионах 2 и 4 в рамках сборника Bred for War В Регионе 1 выходил только в виде отдельного издания           | 4 × 25 м.                               | 3 сентября 2007 | 3 октября 2007 | 1 апреля 2008  |
| Вторжение динозавров В Регионах 2 и 4 в рамках сборника U.N.I.T. Files В Регионе 1 выходил только в виде отдельного издания | 6 × 25 м.                               | 9 января 2012   | 5 января 2012  | 10 января 2012 |
| Смерть далекам | 4 × 25 м.                               | 18 Jиюня 2012   | 5 July 2012    | 10 июля 2012   |
| Монстр Пеладона В Регионах 2 и 4 в рамках сборника Peladon Tales В Регионе 1 выходил только в виде отдельного издания       | 6 × 25 м.                               | 18 января 2010  | 4 марта 2010   | 4 мая 2010     |
| Планета пауков | 6 × 25 м.                               | 18 апреля 2011  | 2 июня 2011    | 10 мая 2011    |

## Книги
| Серия                  | Адаптация                          | Автор                       | Впервые опубликована |
| ---------------------- | ---------------------------------- | --------------------------- | -------------------- |
| «Воин времени»         | «Доктор Кто и Воин времени»        | Терренс Дикс и Роберт Холмс | 1978                 |
| «Вторжение динозавров» | «Доктор Кто и Вторжение динозавра» | Малкольм Хьюлк              | 1976                 |
| «Смерть далекам»       | «Смерть далекам»                   | Терренс Дикс                | 1978                 |
| «Монстр Пеладона»      | «Доктор Кто и Монстр Пеладона»     | Терренс Дикс                | 1980                 |
| «Планета пауков»       | «Доктор Кто и Планета пауков»      | Терренс Дикс                | 1975                 |

### Комментарии
1. ↑  Эпизод 1 сохранился лишь в чёрно-белом варианте, однако был восстановлен в цвете к выпуску серии на DVD 9 января 2012